# Groß Jehser
Groß Jehser, niedersorbisch Jazory, ist ein Ortsteil der Stadt Calau im Landkreis Oberspreewald-Lausitz im Süden des Landes Brandenburg. Bis zur Eingemeindung nach Calau am 31. Dezember 2001 war Groß Jehser eine eigenständige Gemeinde.

## Geografie
Groß Jehser liegt in der Niederlausitz im Naturpark Niederlausitzer Landrücken. Nördlich des Ortes liegt der Zinnitzer Ortsteil Bathow und der ehemalige Tagebau Seese-West. Im Osten folgen der Gemeindeteil Erpitz und der Calauer Ortsteil Buckow. Südlich von Groß Jehser befinden sich Schadewitz und Klein Mehßow. Im Südwesten grenzt der Ort an den Gemeindeteil Mallenchen, westlich liegt der ehemalige Tagebau Schlabendorf-Süd.
Zu Groß Jehser gehören die Gemeindeteile Mallenchen und Erpitz.

## Geschichte

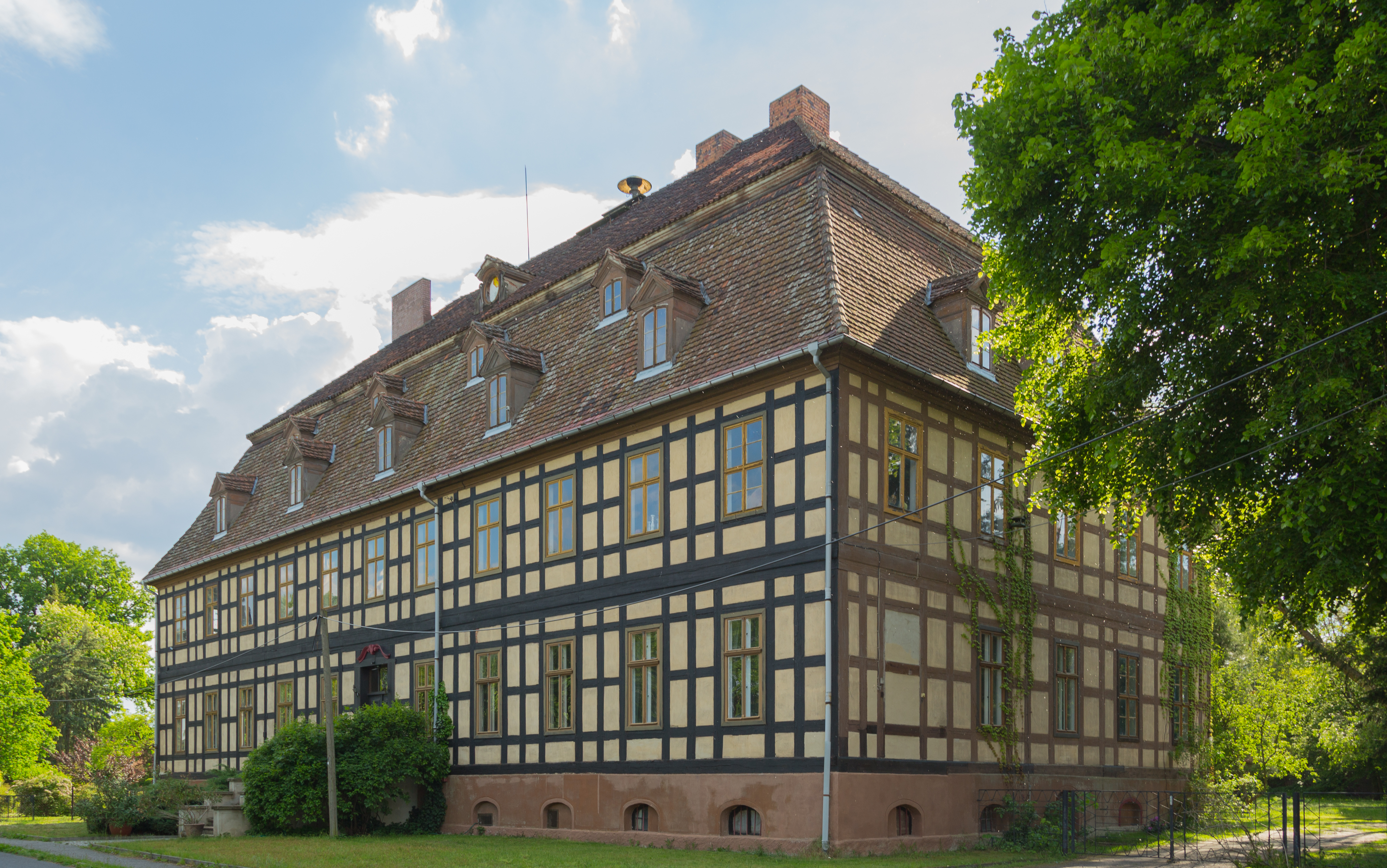
Gutshaus Groß Jehser

Groß Jehser wurde erstmals im Jahr 1497 erwähnt. Der Name leitet sich vom sorbischen Wort jazor für See ab. Das Gut gehörte Mitte des 16. Jahrhunderts hälftig den Buxdorf und den Wolffersdorff. Die eine Hälfte kam ab 1576 an die von Minckwitz (bis mindestens 1764), die in der Region mehrere Besitzungen halten. Kaspar von Minckwitz war von 1646 bis 1651 Gutsherr auf Groß Jehser. Genannt werden für Groß Jehser auch, offenbar auf dem anderen Anteil, 1613 die von Köckritz und 1651 ff. die von Schwantes.
Ab 1786 erscheinen die von Trosky, für die 1793 und 1794 das Gutshaus in Groß Jehser gebaut wurde; ab 1810 die von Lüdecke durch Heirat der Marian(ne) von Trosky mit Friedrich von Lüdicke, auch von Lüdecke geschrieben. Ab 1840 übernimmt Groß Jehser die Familie von Patow, Besitzer des benachbarten Gutes Mallenchen mit Gutshaus und größeren Besitzungen. Die Patow stammen ursächlich aus Mecklenburg, waren zunächst Gutspächter, wurden 1717 in den Adelsstand erhoben. Erasmus Gottfried Bernhard von Patow (1767–1842) auf Mallenchen erhält später den Reichsfreiherrenstand und erwirbt Groß Jehser und weitere Güter. Er ist zugleich preußischer Kammerherr und sächsischer Oberamtsgerichtsrat des Markgrafentum Niederlausitz, verheiratet mit Marianne von Thermo-Zieckau. Ihr Sohn Bernhard von Patow (1798–1858) wurde Landessyndikus des Markgrafentums Niederlausitz, liiert mit Maria Freiin von Houwald-Straupitz. Er erbt das Gut Groß Jehser mit Erpitz und Schadewitz. Das Generaladressbuch der Rittergutsbesitzer in Brandenburg weist 1879 Luise von Briesen, geborene von Bredow, als Eigentümerin des Gutes aus. Pächter war Oberamtmann von Voigt. Der Umfang des kreistagsfähigen Rittergutes wird damals mit 448 ha beziffert. Das dazugehörige Gut Schadewitz hatte 150 ha, Erpitz 69 ha.
Später kommt Gut Groß Jehser mit Erpitz und Schadewitz, zusammen über 875 ha, zurück in bürgerliche Hände, 1910 an die Familie des Jean Vité. Die Witwe Elisabeth Vité ist nachfolgend Gutsherrin mindestens bis um die große Wirtschaftskrise 1929/1930, und 1937 folgt die Familie Noack.
Am 1. Januar 1926 wurde der benachbarte Ort Erpitz nach Groß Jehser eingegliedert. Am 1. Mai 1974 folgte Gliechow mit dem Ortsteil Mallenchen. In den Jahren 1976/1977 wurde die Buschmühle, die Wassermühle des Ortes, durch den Tagebau Schlabendorf-Süd devastiert. Am 31. Dezember 2001 wurden Groß Jehser gemeinsam mit von Buckow, Craupe, Gollmitz und Zinnitz in die Stadt Calau eingegliedert.

## Einwohnerentwicklung
| Einwohnerentwicklung in Groß Jehser von 1875 bis 2000 | Einwohnerentwicklung in Groß Jehser von 1875 bis 2000 | Einwohnerentwicklung in Groß Jehser von 1875 bis 2000 | Einwohnerentwicklung in Groß Jehser von 1875 bis 2000 | Einwohnerentwicklung in Groß Jehser von 1875 bis 2000 | Einwohnerentwicklung in Groß Jehser von 1875 bis 2000 | Einwohnerentwicklung in Groß Jehser von 1875 bis 2000 | Einwohnerentwicklung in Groß Jehser von 1875 bis 2000 | Einwohnerentwicklung in Groß Jehser von 1875 bis 2000 | Einwohnerentwicklung in Groß Jehser von 1875 bis 2000 | Einwohnerentwicklung in Groß Jehser von 1875 bis 2000 | Einwohnerentwicklung in Groß Jehser von 1875 bis 2000 |
| Jahr                                                  | Einwohner                                             | Jahr                                                  | Einwohner                                             | Jahr                                                  | Einwohner                                             | Jahr                                                  | Einwohner                                             | Jahr                                                  | Einwohner                                             | Jahr                                                  | Einwohner                                             |
| ----------------------------------------------------- | ----------------------------------------------------- | ----------------------------------------------------- | ----------------------------------------------------- | ----------------------------------------------------- | ----------------------------------------------------- | ----------------------------------------------------- | ----------------------------------------------------- | ----------------------------------------------------- | ----------------------------------------------------- | ----------------------------------------------------- | ----------------------------------------------------- |
| 1875                                                  | 244                                                   | 1933                                                  | 203                                                   | 1964                                                  | 281                                                   | 1989                                                  | 335                                                   | 1993                                                  | 328                                                   | 1997                                                  | 334                                                   |
| 1890                                                  | 202                                                   | 1939                                                  | 212                                                   | 1971                                                  | 296                                                   | 1990                                                  | 343                                                   | 1994                                                  | 334                                                   | 1998                                                  | 329                                                   |
| 1910                                                  | 205                                                   | 1946                                                  | 396                                                   | 1981                                                  | 327                                                   | 1991                                                  | 322                                                   | 1995                                                  | 323                                                   | 1999                                                  | 324                                                   |
| 1925                                                  | 191                                                   | 1950                                                  | 379                                                   | 1985                                                  | 320                                                   | 1992                                                  | 322                                                   | 1996                                                  | 324                                                   | 2000                                                  | 318                                                   |

## Kultur und Sehenswürdigkeiten

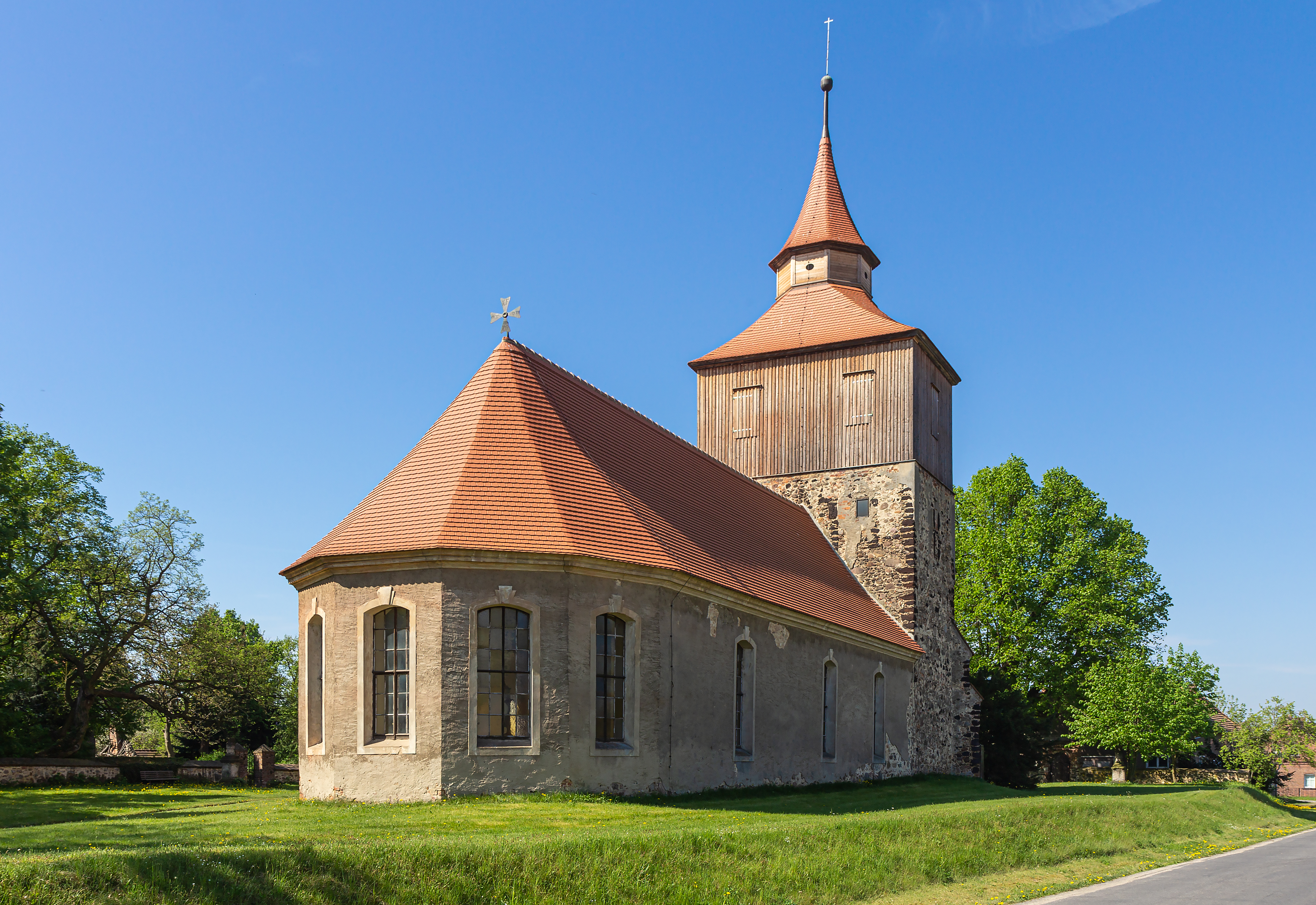
Dorfkirche

Die Kirche von Groß Jehser gehört zu den Baudenkmalen in Calau. Sie verfügt über einen aus Feldsteinen errichten Kirchturm, der im 13. Jahrhundert errichtet wurde. Im Altarraum befindet sich ein Marmorepitaph der Familie von Patow aus dem Jahre 1724. Der Calauer Tischler und Maler Gottfried Wolschke fertigte im selben Jahr Altar und Kanzel. Die Orgel stammt von 1784. Unter dem Altar befindet sich die Gruft der Familie von Minckwitz.
Unweit der Kirche steht das Gutshaus Groß Jehser. Am Spring liegt ein kleiner Park mit Teich und restauriertem Fachwerkhofehaus.

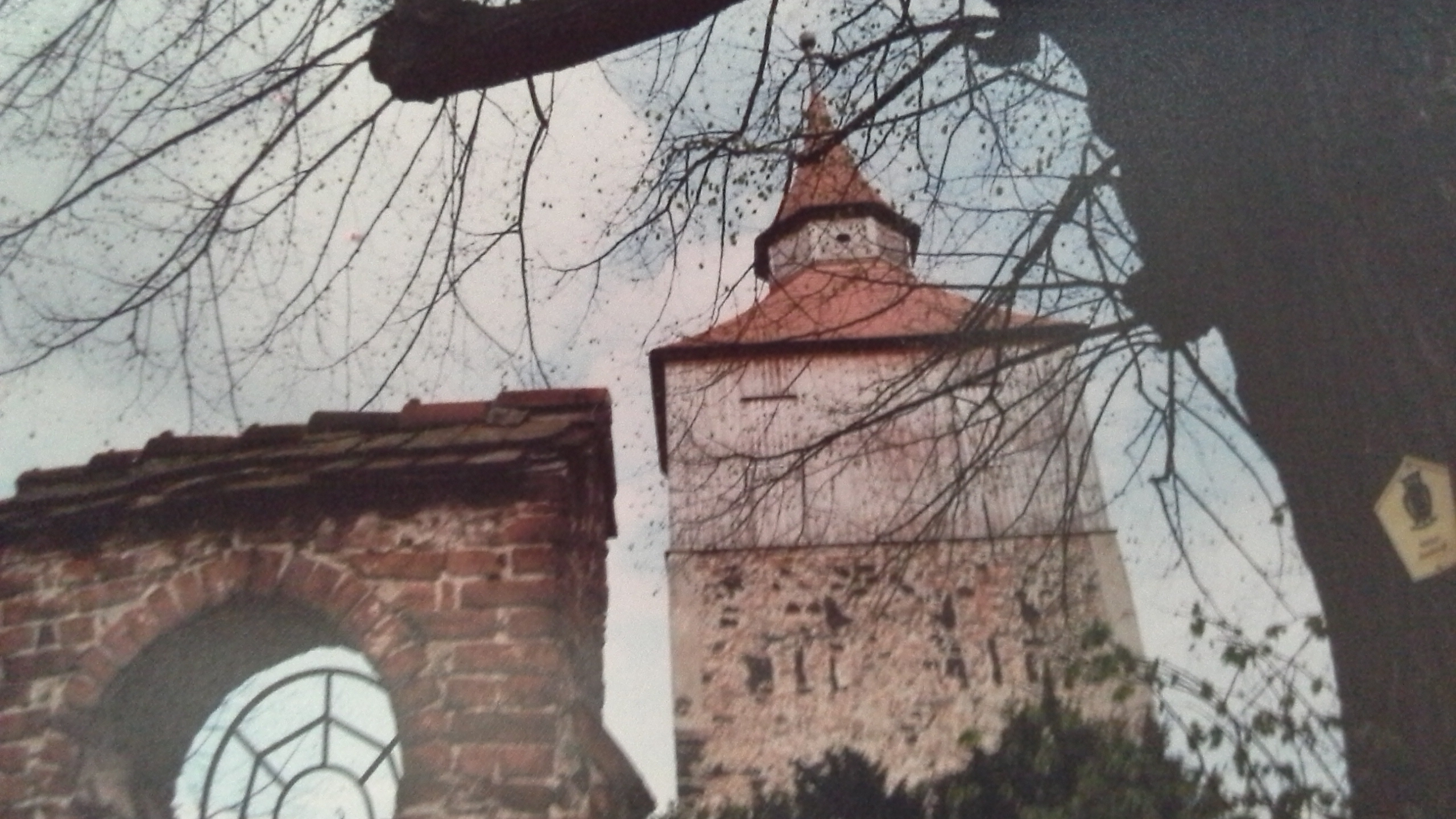
Evangelische Dorfkirche Groß Jehser von Westen mit Eingangstor zum Kirchhof

Nördlich des Dorfes befindet sich die so genannte Wendenschanze. Dabei handelt es sich um eine ehemalige Fluchtburg, die im versandeten See liegt.

## Wirtschaft und Infrastruktur
Groß Jehser liegt direkt an der Bundesautobahn 13.
Der Ort ist Sitz eines großen Landwirtschaftsbetriebs mit Betriebsstätten auch in umliegenden Orten, wie z. B. in Zinnitz und Bathow.

## Persönlichkeiten
- Feodor von Mosch (1808–1890), Oberstleutnant, in Groß Jehser geboren[15]

## Verweise